# Indianstarr
Indianstarr (Carex intumescens) är en flerårig gräslik växt inom släktet starrar och familjen halvgräs. Indianstarr växer tuvad utan utlöpare och har rödbruna basala slidor. Dess strån är upprätta och blir vid basen från 1,5 till 3 mm tjocka. De matt gröna bladen blir från tre till nio mm breda. axsamlingen blir från två till fem cm lång och har ett hanax upptill som ofta är oskaftat. I axsamlingen finns en till fyra honax som vart och ett har 8 till 15 blommor. Axsamlingens stödblad blir längre än axsamlingen. De smalt äggrunda axfjällen blir från fyra till nio mm, är spetsiga och är ljusbruna med grön mitt. De glänsande olivbruna fruktgömmena blir från 11 till 16 mm, är uppblåsta och har 14 till 19 synliga nerver. Fruktgömmet har även en rundad bas och, en från två till fyra millimeter lång, kluven näbb. Indianstarr blir från 15 till 90 cm hög och blommar i juni.

## Utbredning
Indianstarr är mycket sällsynt i Norden men trivs på frisk mark, såsom ruderatmark. Dess utbredning i Norden är inte kartlagd, vilket beror på att den är inkommen med frö från Nordamerika.